# Gare de Leignon
La gare de Leignon est une halte ferroviaire belge de la ligne 162, de Namur à Sterpenich (frontière du Luxembourg), située à Leignon sur le territoire de la commune de Ciney, dans la province de Namur en Région wallonne.
C'est une halte ferroviaire de la Société nationale des chemins de fer belges (SNCB) desservie par des trains Omnibus (L) et d'Heure de pointe (P).

## Situation ferroviaire
Établie à 260 m d'altitude, la gare de Leignon est située au point kilométrique (PK) 32,00 de la ligne 162, de Namur à Sterpenich (frontière du Luxembourg), entre les gares de Ciney et Chapois.

## Histoire

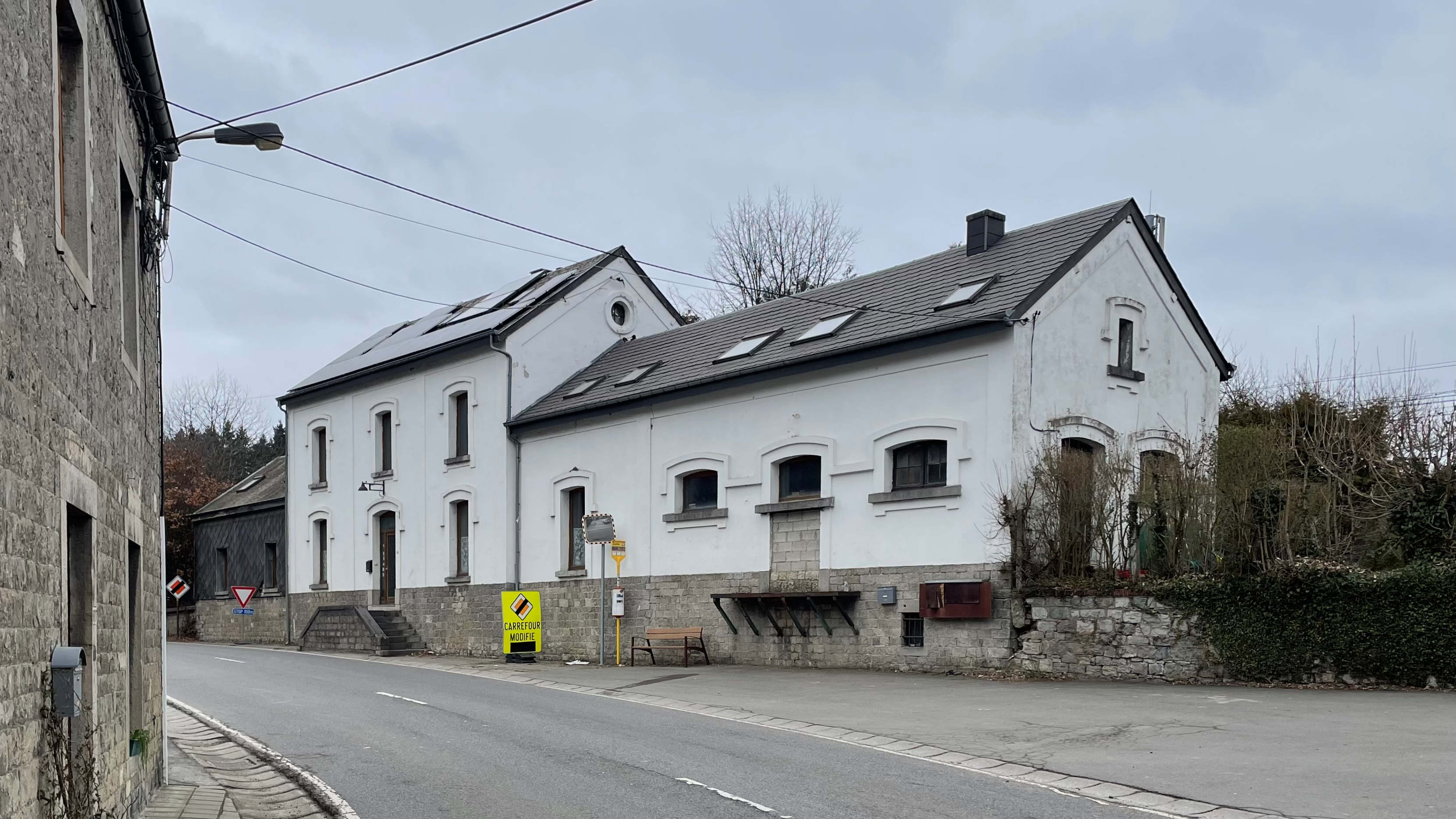
Ancien bâtiment de la gare.

La ligne de Namur à la frontière du Luxembourg est mise en service par sections en 1858 par la Grande compagnie du Luxembourg ; elle ouvre au service la section de Ciney à Grupont, qui passe à Leignon, le 17 juillet 1858. Alors que dès 1857 les membres des conseils communaux de Barvaux-Condroz, Scy, Pessoux, Leignon, Conneux et Achêne demandaient que la compagnie concessionnaire du chemin de fer du Luxembourg établisse une halte dans le village de Leignon, dix ans plus tard il n'y a ni gare ni halte à Leignon. En août 1880, dans la salle d'attente de la gare d'Arlon a lieu l'adjudication publique pour la construction d'u, bâtiment des recettes (avis du 22 juillet 1880). L'adjudication du bâtiment de la gare d'Hatrival (alors nommée Libin) fait partie du même lot. 
Le 28 octobre 1881, une véritable gare y fut ouverte par les Chemins de fer de l'État belge, qui ont repris la ligne en 1873.
Elle reçoit un bâtiment correspondant aux directives de 1880 des Chemins de fer de l’État Belge qui instaure un modèle standard pour les gares secondaires mais laisse aux différents groupes régionaux le choix de l’aspect esthétique et l’agencement de ces gares. Le groupe d’Arlon réalisa cinq gares identiques sur la ligne du Luxembourg qui comportent un corps central à étage de trois travées sous bâtière encadré par une aile d’une travée sous bâtière et, de l’autre côté, d’une aile de service, plus longe, de deux travées à toit plat.  
Ces gares étaient construites en pierre recouvertes d’enduit. Toutes les ouvertures sont surmontées de larmiers épais en brique et il n’y a que des portes côté quai au rez-de-chaussée tandis qu’il y a une seule porte, au centre, côté rue. Des pilastres de brique marquent les séparations entre chaque travée du corps central et les angles de la construction. 
Ces gares, assez petites, se retrouvaient à Autelbas (fermée et démolie), Fouches (fermée et démolie), Hatrival (fermée en 1984 et démolie en 2012), Lavaux(fermée et reconvertie en habitation) et Leignon. 
La gare de Leignon a comme particularité d’être accolée à une halle à marchandises. En outre, en raison du manque d'espace, elle est disposée légèrement plus haut que la chaussée ce qui nécessitait de disposer un perron pour l’accès.

## Service voyageurs

### Accueil
Halte de la SNCB, c'est un point d'arrêt non gardé (PANG). Elle dispose de deux quais avec abris. 

### Desserte
Leignon est desservie toutes les deux heures, en semaine comme les week-ends, par des trains L circulant entre Ciney et Rochefort-Jemelle.
En semaine, cette desserte est renforcée, le matin, par un train P de Namur à Luxembourg et un de Libramont à Ciney ; l’après-midi par un train P de Namur à Rochefort-Jemelle et un autre de Libramont à Ciney.

### Intermodalité
Un important parking non aménagé est situé à proximité. Le site est desservi par des bus du réseau TEC Namur-Luxembourg, lignes : 43/2, 57/1, et 57/2.

## Comptage voyageurs
Le graphique et le tableau montrent le nombre de passagers qui en moyenne embarquent durant la semaine, le samedi et le dimanche.
| Nombre de voyageurs qui embarquent à la gare de Leignon | Nombre de voyageurs qui embarquent à la gare de Leignon | Nombre de voyageurs qui embarquent à la gare de Leignon | Nombre de voyageurs qui embarquent à la gare de Leignon |
|                                                         | Semaine                                                 | Samedi                                                  | Dimanche                                                |
| ------------------------------------------------------- | ------------------------------------------------------- | ------------------------------------------------------- | ------------------------------------------------------- |
| 1977                                                    | 50                                                      | 17                                                      | 16                                                      |
| 1978                                                    | 50                                                      | 16                                                      | 9                                                       |
| 1979                                                    | 51                                                      | 11                                                      | 11                                                      |
| 1980                                                    | 64                                                      | 13                                                      | 13                                                      |
| 1981                                                    | 48                                                      | 14                                                      | 16                                                      |
| 1982                                                    | 47                                                      | 12                                                      | 9                                                       |
| 1983                                                    | 43                                                      | 11                                                      | 21                                                      |
| 1984                                                    | 44                                                      | 8                                                       | 9                                                       |
| 1985                                                    | 44                                                      | 19                                                      | 14                                                      |
| 1986                                                    | 59                                                      | 15                                                      | 13                                                      |
| 1987                                                    | 48                                                      | 17                                                      | 31                                                      |
| 1988                                                    | 39                                                      | 17                                                      | 9                                                       |
| 1989                                                    | 51                                                      | 12                                                      | 5                                                       |
| 1990                                                    | 38                                                      | 13                                                      | 17                                                      |
| 1991                                                    | 40                                                      | 13                                                      | 9                                                       |
| 1992                                                    | 34                                                      | 11                                                      | 10                                                      |
| 1993                                                    | 18                                                      | -                                                       | -                                                       |
| 1994                                                    | 14                                                      | -                                                       | -                                                       |
| 1995                                                    | 16                                                      | -                                                       | -                                                       |
| 1996                                                    | 30                                                      | -                                                       | -                                                       |
| 1997                                                    | 31                                                      | -                                                       | -                                                       |
| 1998                                                    | 32                                                      | -                                                       | -                                                       |
| 1999                                                    | 27                                                      | -                                                       | -                                                       |
| 2000                                                    | 31                                                      | -                                                       | -                                                       |
| 2001                                                    | 24                                                      | -                                                       | -                                                       |
| 2002                                                    | 30                                                      | -                                                       | -                                                       |
| 2003                                                    | 30                                                      | 6                                                       | 6                                                       |
| 2004                                                    | 32                                                      | 11                                                      | 4                                                       |
| 2005                                                    | 38                                                      | 13                                                      | 9                                                       |
| 2006                                                    | 30                                                      | 12                                                      | 9                                                       |
| 2007                                                    | 29                                                      | 12                                                      | 28                                                      |
| 2008                                                    | -                                                       | -                                                       | -                                                       |
| 2009                                                    | 44                                                      | 10                                                      | 11                                                      |
| 2010                                                    | -                                                       | -                                                       | -                                                       |
| 2011                                                    | -                                                       | -                                                       | -                                                       |
| 2012                                                    | 30                                                      | 15                                                      | 39                                                      |
| 2013                                                    | 46                                                      | 6                                                       | 9                                                       |
| 2014                                                    | 77                                                      | 24                                                      | 42                                                      |
| 2015                                                    | 45                                                      | 15                                                      | 9                                                       |
| 2016                                                    | 43                                                      | 17                                                      | 14                                                      |
| 2017                                                    | 50                                                      | 21                                                      | 12                                                      |
| 2018                                                    | 35                                                      | 16                                                      | 17                                                      |
| 2019                                                    | 45                                                      | 22                                                      | 8                                                       |
| 2020                                                    | 20                                                      | 5                                                       | 5                                                       |
| 2021                                                    | -                                                       | -                                                       | -                                                       |
| 2022                                                    | 34                                                      | 14                                                      | 9                                                       |
| 2023                                                    | 37                                                      | 15                                                      | 13                                                      |
| 2024                                                    | 49                                                      | 21                                                      | 16                                                      |